# S.B. Lundbergs Maltfabrik
S.B. Lundbergs Maltfabrik A/S, Adelgade 39-41, var en dansk maltfabrik i Ebeltoft, grundlagt 29. september 1857 af Søren Buchtrup Lundberg (1831-1901). Fabrikken blev omdannet til aktieselskab i 1910 og fungerede frem til 1997.
Købmand Søren Buchtrup Lundberg åbnede sin forretning i 1857, da han lejede nogle lokaler i sin læremester P.J. Ørtings købmandsgård på Adelgade i Ebeltoft. Da Ørting gik fallit i 1861, overtog Lundberg købmandsforretningen. Dengang var malt, dvs. spiret og ristet byg til ølbrygning, en væsentlig vare i landets købmandsbutikker, og maltproduktionen i Ebeltoft blev stadigt vigtigere. S.B. Lundbergs Maltfabrik leverede til bryggerier i hele landet, drev eksport til udlandet og var en overgang landets næststørste malteri. 
Lundbergs Maltfabrik var en af Ebeltofts få industrivirksomheder og har som sådan sat sit præg på byen. Fra 1924 var Søren Carl Frederik Christian Buchtrup Lundberg (3. august 1892 – 22. maj 1980) direktør. Indtil 1970 var der 10-30 mand beskæftiget med maltfremstillingen.
Fabriksanlægget ligger højt og monumentalt placeret på en bakke ved kysten. Selve malteriet er genopført i historicistisk stil efter en brand i 1861. Med sine kamtakkede gavle minder bygningskomplekset om en middelalderborg. Hovedbygningen mod Adelgade er opført i 1854 og fredet. Fabrikken er udvidet flere gange, bl.a. med en jernbetonbygning fra 1947 og en "spiresal" fra 1962.
Fra 1998 stod fabrikken tom og gik i forfald, men en gruppe af lokale borgere så et potentiale i de markante bygninger, og iværksatte en ambitiøs plan om at opkøbe og ombygge fabrikken til kulturhus. Ved salg af folkeaktier og med økonomisk opbakning fra såvel private bidragydere som en række fonde, og med Syddjurs Kommune som partner, lykkedes det at realisere projektet. En arkitektkonkurrence valgte Praksis Arkitekter til at løfte opgaven med at omskabe det gamle fabriksanlæg.
Fredag den 26. juni 2020 åbnede Maltfabrikken, efter en mere end 2 år lang byggeproces, officielt som center og mødested for kunst, kultur og kreative erhverv. 